# Achille Lemot

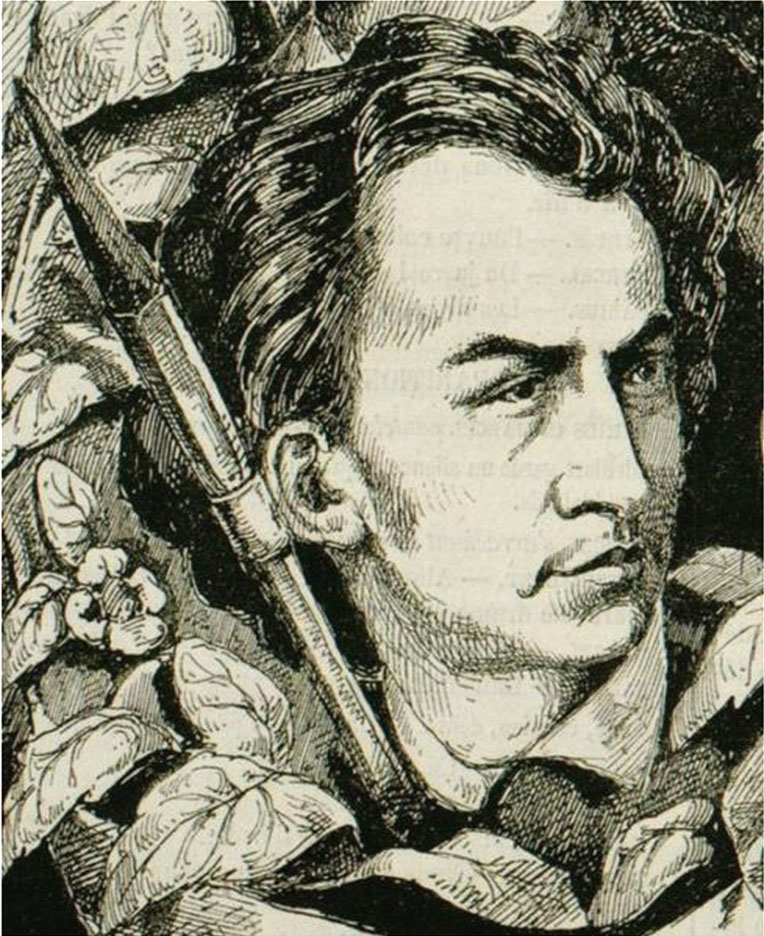
Achille Lemot, Selbstporträt, 1869

Achille Lemot (* 31. Dezember 1846 in Reims, Frankreich; † 20. September 1909 in Asnières-sur-Seine (Hauts-de-Seine), Frankreich) war ein französischer Karikaturist, der auch unter den Pseudonymen Uzès oder Lilio bekannt war.
Désiré Achille Valentin, genannt Achille Lemot, studierte bei dem bekannten Karikaturisten und Zeichner André Gill. Zusammen mit Moloch war er der Hauptkarikaturist der Pariser Satirezeitschrift La Scie.